# Anoa (БТР)
Anoa — бронетранспортер з типом коліс 6х6, розроблений індонезійською компанією PT Pindad. Транспортний засіб названо на честь корінного індонезійського буйвола Аноа. Вперше прототип був представлений на 61-й річниці НАІ 5 жовтня 2006 року в штаб-квартирі НАІ в Сілангкапі, на схід від столиці Джакарти.
Конструкція Anoa була ліцензована французькою VAB , яка також перебуває на озброєнні Індонезії.

## Оператори

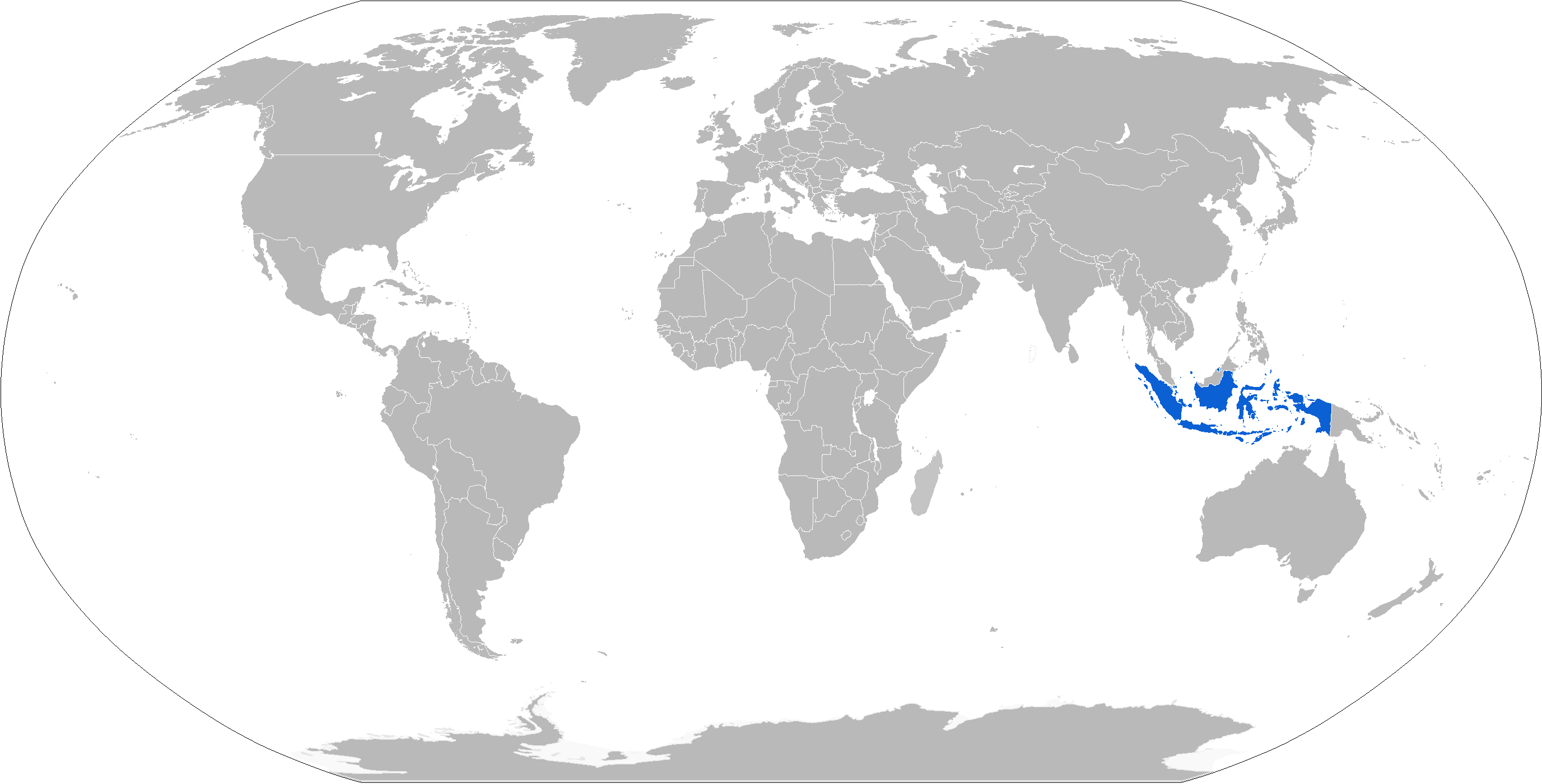
Карта операторів Бронетранспортеру Anoa позначена синім кольором.

### Діючі оператори
- Індонезія: 400+ (Anoa) & 14 (Badak)[2]

### Потенційні оператори
- Бруней: In 2018, Brunei has addressed intentions to purchase 45 Anoas alongside SS2s after holding informal talks back in 2015.[7][8][9] A previous contract was signed in 2011.[10]
- Бангладеш: У 2007 році візит торгової делегації Бангладешу до офісу Pindad виявив зацікавленість у можливому придбанні Panser.[11]
- Ірак: Ірак виявив зацікавленість у покупці Anoa, беручи до уваги географію, під час кількох зустрічей між іракськими та індонезійськими чиновниками [12][13]
- Пакистан:[14]
- Східний Тимор: Announced interest to purchase the Anoa.[15]

### Потенційні контракти
- Філіппіни: 5 листопада 2019 року повідомлялося, що Прабово показував філіппінським чиновникам DND Anoa для можливої покупки.[16]

### Провалені контракти
- Малайзія: У квітні 2012 року Ахмад Захід Хаміді підтвердив, що поки Anoa була оцінена, рішення щодо придбання не було прийнято. Є 2 варіанти використання машини: Mercedes Benz або Renault обидва з потужністю 7000 кубічних сантиметрів еквівалентно з 320 кінськими силами[17]. Зазначене замовлення передбачало придбання 32 моделей Anoa.[17]. Підписаної угоди немає. [18]
- Непал: Повідомляється, що Непал виявив інтерес до 28 версій Panser 6x6 для своїх миротворчих місій ООН. Підписаної угоди немає
- Оман: Непідтверджені повідомлення про 200 одиниць будуть замовлені. Підписаної угоди немає.